# Gbolouville
Gbolouville (anciennement Binao-Boussoué) est une localité du sud-est de la Côte d'Ivoire, appartenant au département de Tiassalé, dans la région de l'Agnéby-Tiassa.
Binao et Boussoué sont deux grands villages érigés en chef-lieu de sous-préfecture, le 6 octobre 2005. Dès l'érection en sous-préfecture, les deux villages ont été le foyer de plusieurs tensions opposant le village de Binao à celui de Boussoué.
Mais, aujourd'hui, les deux villages par le biais de leurs mutuelles respectives ont repris la voie du développement.